# Rivière Beauséjour
La rivière Beauséjour est un affluent de la rivière de la Tête Blanche, coulant dans le territoire non organisé du Mont-Valin, dans la municipalité régionale de comté de Le Fjord-du-Saguenay, dans la région administrative de Saguenay-Lac-Saint-Jean, dans la Province de Québec, au Canada.
Cette rivière coule entièrement dans la zec Onatchiway. Le bassin versant de la rivière Beauséjour est desservie par quelques routes forestières secondaires, pour les besoins de la foresterie et des activités récréotouristiques,,.
La foresterie constitue la principale activité économique du secteur ; les activités récréotouristiques, en second.
La surface de la rivière Beauséjour est habituellement gelée de la fin novembre au début avril, toutefois la circulation sécuritaire sur la glace se fait généralement de la mi-décembre à la fin mars.

## Géographie
Les principaux bassins versants voisins de la Beauséjour sont :
- Côté Nord : Rivière de la Tête Blanche, rivière au Poivre, lac au Poivre, rivière François-Paradis ;
- Côté Est : Lac Mill, rivière aux Castors, rivière aux Sables, rivière Poulin, lac Laflamme ;
- Côté Sud : Rivière Wapishish, lac Moncouche, lac Le Marié, rivière Sainte-Marguerite ;
- Côté Ouest : Rivière de la Tête Blanche, lac Onatchiway, rivière Shipshaw[2].

La rivière Beauséjour prend sa source au lac du Canif (longueur : 0,2 km ; altitude : m). Cette source est située dans le territoire non organisé de Mont-Valin à :
- 1,1 km au Sud du lac de l’Écluse ;
- 11,5 km au Sud-Est de l’embouchure de la rivière Beauséjour (confluence avec la rivière de la Tête Blanche) ;
- 22,3 km à l’Est du Lac Onatchiway ;
- 22,3 km au Nord-Est du barrage Onatchiway, érigé à l’embouchure du lac Onatchiway lequel est traversé par la rivière Shipshaw[2],[5].

À partir du lac de tête, la rivière Beauséjour coule sur 14,4 km, entièrement en zone forestière, selon les segments suivants :
- 4,9 km vers le Nord-Ouest en formant un petit crochet en début de segment, en traversant une zone de marais (lac Interne) et le lac du Docteur (longueur : 1,2 km ; altitude : 607 m) sur sa pleine longueur, jusqu’au barrage à son embouchure ;
- 2,1 km vers le Nord-Est notamment en traversant sur km le lac Edwards (longueur : 1,8 km ; altitude : 597 m) jusqu’à son embouchure ;
- 0,9 km vers le Nord-Ouest notamment en traversant sur 0,4 km la partie Ouest du lac Boyle (longueur : 1,6 km ; altitude : 593 m) jusqu’à son embouchure ;
- 2,0 km vers le Nord-Ouest notamment en traversant le lac Silver (longueur : 1,0 km ; altitude : 563 m) sur sa pleine longueur, jusqu’au ruisseau à David (venant de l’Est) lequel draine un ensemble de lacs dont le lac à David ;
- 1,9 km vers le Sud-Ouest, jusqu’à un coude de rivière ;
- 2,6 km vers le Nord dans une vallée encaissée jusqu’à l’embouchure de la rivière[2].

La rivière Beauséjour se déverse sur la rive Sud de la rivière de la Tête Blanche en amont du Troisième lac Jeannot.
L'embouchure naturelle de la rivière Beauséjour est située à :
- 13,9 km au Nord-Est du lac Onatchiway lequel est traversé par la rivière Shipshaw ;
- 33,0 km à l’Est du cours de la rivière Péribonka ;
- km au Nord-Ouest du barrage à l’embouchure du lac Pamouscachiou ;
- 23,2 km au Nord-Est du barrage à l'embouchure du lac Onatchiway lequel est traversé par la rivière Shipshaw ;
- 72,0 km au Nord de l’embouchure de la rivière Shipshaw (confluence avec la rivière Saguenay[2],[6]

## Toponymie
Le toponyme de rivière Beauséjour a été officialisé le 5 décembre 1968 à la Banque des noms de lieux de la Commission de toponymie du Québec.